# 林肯电气
林肯电气(英語：Lincoln Electric Holdings, Inc.)是一家美国设计、开发和制造公司，主要生产电弧焊。

## 历史
1895年由约翰·林肯创建，1907年弟弟詹姆斯·林肯作为销售人员加入公司。1909年制造第一套焊接装置，1911年推出世界首台便携式焊接机。1989年进入中国市场。1995年6月23日在纳斯达克股票交易所挂牌上市。
林肯电器的商业模式被哈佛商学院列为重要商业案例分析。

## 延伸阅读
- Koller, Frank. . PublicAffairs. 2010. ISBN 1-58648-795-7.